# Окоро, Айзек
А́йзек Ннамди́ Око́ро (англ. Isaac Nnamdi Okoro; род. 26 января 2001 года в Атланте, штат Джорджия, США) — американский профессиональный баскетболист, выступающий в Национальной баскетбольной ассоциации за команду «Кливленд Кавальерс». Играет на позициях атакующего защитника и лёгкого форварда. На студенческом уровне выступал за команду Обернского университета «Оберн Тайгерс». На драфте НБА 2020 года он был выбран под пятым номером командой «Кливленд Кавальерс».

## Профессиональная карьера

### Кливленд Кавальерс (2020—настоящее время)
Окоро был выбран под 5-м номером на драфте НБА 2020 года командой «Кливленд Кавальерс». 21 ноября 2020 года подписал контракт новичка с Кливлендом, рассчитанный на 4 года. 23 декабря 2020 года Окоро дебютировал в НБА, выйдя в стартовом составе, и набрал 11 очков, 3 подбора и 5 передач за 33 минуты в победе над «Шарлотт Хорнетс» со счётом 121—114.

## Карьера в сборной
В 2018 году выступал за сборную США U17 на чемпионате мира U17, проходившем в Аргентине, где стал чемпионом.

## Статистика

### Статистика в НБА
| Сезон                                                                                    | Команда  | Регулярный сезон | Регулярный сезон | Регулярный сезон | Регулярный сезон | Регулярный сезон | Регулярный сезон | Регулярный сезон | Регулярный сезон | Регулярный сезон | Регулярный сезон | Регулярный сезон | Серия плей-офф | Серия плей-офф | Серия плей-офф | Серия плей-офф | Серия плей-офф | Серия плей-офф | Серия плей-офф | Серия плей-офф | Серия плей-офф | Серия плей-офф | Серия плей-офф |
| Сезон                                                                                    | Команда  | GP               | GS               | MPG              | FG%              | 3P%              | FT%              | RPG              | APG              | SPG              | BPG              | PPG              | GP             | GS             | MPG            | FG%            | 3P%            | FT%            | RPG            | APG            | SPG            | BPG            | PPG            |
| ---------------------------------------------------------------------------------------- | -------- | ---------------- | ---------------- | ---------------- | ---------------- | ---------------- | ---------------- | ---------------- | ---------------- | ---------------- | ---------------- | ---------------- | -------------- | -------------- | -------------- | -------------- | -------------- | -------------- | -------------- | -------------- | -------------- | -------------- | -------------- |
| 2020/21                                                                                  | Кливленд | 67               | 67               | 32,4             | 42,0             | 29,0             | 72,6             | 3,1              | 1,9              | 0,9              | 0,4              | 9,6              | Не участвовал  | Не участвовал  | Не участвовал  | Не участвовал  | Не участвовал  | Не участвовал  | Не участвовал  | Не участвовал  | Не участвовал  | Не участвовал  | Не участвовал  |
| 2021/22                                                                                  | Кливленд | 67               | 61               | 29,6             | 48,0             | 35,0             | 76,8             | 3,0              | 1,8              | 0,8              | 0,3              | 8,8              | Не участвовал  | Не участвовал  | Не участвовал  | Не участвовал  | Не участвовал  | Не участвовал  | Не участвовал  | Не участвовал  | Не участвовал  | Не участвовал  | Не участвовал  |
| 2022/23                                                                                  | Кливленд | 76               | 46               | 21,7             | 49,4             | 36,3             | 75,7             | 2,5              | 1,1              | 0,7              | 0,4              | 6,4              | 5              | 2              | 14,9           | 47,8           | 30,8           | 100,0          | 1,4            | 0,8            | 0,4            | 0,4            | 6,4            |
| 2023/24                                                                                  | Кливленд | 69               | 42               | 27,3             | 49,0             | 39,1             | 67,9             | 3,0              | 1,9              | 0,8              | 0,5              | 9,4              | 12             | 7              | 21,9           | 35,7           | 25,7           | 77,8           | 1,8            | 1,1            | 0,9            | 0,3            | 5,5            |
|                                                                                          | Всего    | 279              | 216              | 27,6             | 46,7             | 34,7             | 73,2             | 2,9              | 1,7              | 0,8              | 0,4              | 8,5              | 17             | 9              | 19,8           | 38,7           | 27,1           | 86,7           | 1,6            | 1,0            | 0,8            | 0,4            | 5,8            |
| Наведите курсор мыши на аббревиатуры в заголовке таблицы, чтобы прочесть их расшифровку. |          |                  |                  |                  |                  |                  |                  |                  |                  |                  |                  |                  |                |                |                |                |                |                |                |                |                |                |                |

### Статистика в NCAA
| Сезон | Команда | Conf  | Class | GP | GS | MPG  | FG%  | 3P%  | FT%  | RPG | APG | SPG | BPG | PPG  |
| --- | ------- | ----- | ----- | -- | -- | ---- | ---- | ---- | ---- | --- | --- | --- | --- | ---- |
| 2019/20 | Оберн   | SEC   | FR    | 28 | 28 | 31,5 | 51,4 | 28,6 | 67,2 | 4,4 | 2,0 | 0,9 | 0,9 | 12,9 |
| Всего | Всего   | Всего | Всего | 28 | 28 | 31,5 | 51,4 | 28,6 | 67,2 | 4,4 | 2,0 | 0,9 | 0,9 | 12,9 |
| Наведите курсор мыши на аббревиатуры в заголовке таблицы, чтобы прочесть их расшифровку Статистика приведена с сайта sports-reference.com |         |       |       |    |    |      |      |      |      |     |     |     |     |      |